# Петербургская фантастическая ассамблея
Петербургская фантастическая ассамблея — ежегодная конференция и фестиваль писателей-фантастов, проходящий под Санкт-Петербургом. Проводится с 2011 года в середине августа. Изначально базировался в пансионате «Морской прибой» (Курортный район), с 2013 года проходит в загородном отеле «Райвола» (Рощино). На данный момент является одной из самых посещаемых конференций писателей-фантастов в СНГ.

## Мероприятия
В рамках конвента проводятся многочисленные мастер-классы, семинары, встречи с читателями, круглые столы, практикумы, доклады, дискуссии и концерты. Программы обычно формируются по тематическим секциям (например, секция литмастерства, секция разрушения мифов, развлекательная секция и так далее), что позволяет избежать накладок равнозначных мероприятий.
Знаковым событием является романный семинар, в рамках которого мастера делятся с начинающими писателями секретами мастерства и разбирают их произведения. В 2015 году мастерами были Святослав Логинов, Евгений Лукин, Владимир Аренев и Алан Кубатиев. В 2016 году мастерами были Алан Кубатиев и Мария Галина, а в 2017-м — Алан Кубатиев и Дмитрий Вересов. Кроме того, в 2017 году петербургский писатель и литературовед Андрей Степанов читал для участников и вольнослушателей семинара лекции по теории литературы. По договорённости с редакциями издательств «Эксмо», «АСТ», «Астрель-СПб» и «Крылов» тексты, рекомендованные ведущими семинара, рассматриваются на предмет публикации вне общего потока («самотёка») после внесения авторами необходимых правок.
В разное время конвент посещали известные российские и зарубежные писатели-фантасты и общественные деятели — Владимир Аренев, Андрей Балабуха, Дмитрий Вересов, Алан Кубатиев, Дмитрий Колодан, Святослав Логинов, Евгений Лукин, Мария Галина, Антон Первушин, Вадим Панов, Ник Перумов, Олег Радзинский, Мария Семёнова, Лин Лобарёв, Тим Скоренко. В конвенте принимают участие представители издательств «Эксмо», «АСТ», «Астрель-СПб», «Азбука-Аттикус» и «Книжный Клуб Фантастика», журналов «Мир фантастики», «Если», «Полдень. XXI век».
В рамках конвента ежегодно вручаются две литературно-общественные премии — «Новые горизонты» и премия Оргкомитета. Также есть ряд непостоянных премий: в 2013 году вручалась премия «Петраэдр» за произведения малой и сверхмалой формы, а с 2015 года — премия «Бегущая по волнам», ранее базировавшаяся на конвенте «Созвездие Аю-Даг».

## Оргкомитет
Состав оргкомитета фестиваля в последние годы претерпел несколько изменений. На данный момент в него входят:
- Почётный председатель: Андрей Ермолаев — кандидат биологических наук, генетик, историк науки и исследователь фантастической литературы, один из организаторов движения любителей фантастики и ролевых игр[10].
- Елена Бойцова, специалист по связям с общественностью
- Наталья Витько, материальная часть, работа с пансионатом, регистрация
- Василий Владимирский, известный литературный критик и писатель, программа и идеология фестиваля
- Лин Лобарёв, программа фестиваля (с 2016 года)
- Мария Акимова, программа фестиваля (с 2016 года)
- Елена Кисленкова, переводческая секция (с 2017 года)
- Николай Караев, международные связи фестиваля
- Марина Ясинская, международные связи фестиваля (с 2014 года)

Ранее в оргкомитет также входил основатель Ассамблеи Александр Петров, автор программы и идеологии фестиваля (с 2011 по 2016 год).

## Зарубежные гости
С 2012 года обязательной традицией «Фантастической ассамблеи» является приглашение известного иностранного писателя, до того не посещавшего Россию с официальным визитом. Гостями фестивалей были:
- 2012 год — Кори Доктороу (Великобритания — Канада)
- 2013 год — Иен Макдональд (Ирландия)
- 2014 год — Питер Уоттс (Канада)
- 2015 год — Аластер Рейнольдс (Великобритания)
- 2016 год — Ким Ньюман (Великобритания)
- 2017 год — Джордж Р. Р. Мартин (США)
- 2018 год — Адам Ч. Робертс (Великобритания), Феликс Х. Пальма[англ.] (Испания)

## Премия «Новые горизонты»
Премия «Новые горизонты» основана Василием Владимирским и Сергеем Шикаревым в 2013 году и вручалась на Ассамблее с 2013 по 2015 год за художественное произведение фантастического жанра, оригинальное по тематике, образам и стилю. Цель премии «Новые горизонты» — отметить произведения, стремящиеся разорвать привычные жанровые шаблоны, вывести отечественную фантастику из добровольного гетто. При этом принадлежность произведения к фантастическому жанру определяется исходя из максимально широкого понимания фантастики как не-реализма, «литературы воображения», speculative fiction. С 2016 года премия вручается вне конференции.
Лауреаты премии «ассамблейского периода»:
- 2013 год — Шамиль Идиатуллин, роман «Убыр»
- 2014 год — Владимир Аренев, повесть «Душница»
- 2015 год — Олег Радзинский, роман «Агафонкин и время»
- 2017 год — Эдуард Веркин, роман «ЧЯП»

## Премия Оргкомитета
Премия Оргкомитета «Петербургской фантастической ассамблеи» вручается ежегодно с 2013 года от лица организаторов конвента за заслуги перед фантастикой, не связанные с непосредственным написанием художественных текстов.
Лауреаты премии:
- 2013 год — редакция журнала «Мир фантастики» и Александр Сидорович (бессменный председатель конвента «Интерпресскон»), формулировка номинации — «За стойкость»[15]
- 2014 год — Андрей Балабуха и Андрей Чертков, формулировка номинации — «За учеников»[16]
- 2015 год — оргкомитет фестиваля «Зиланткон» и Ольга Ларионова[17]
- 2016 год — Максим Мошков за расширение представления о том, что такое литература, и Екатерина Доброхотова-Майкова за стирание границ между языками и странами[18]
- 2017 год — ДК им. Крупской (место проведения Санкт-Петербургской книжной ярмарки) — за фантастическое разнообразие; Дж. Р. Р. Мартин — за убийственную фантазию в деле умерщвления персонажей; редакция «Жанры» издательства «АСТ» — за убийственную фантазию в деле умерщвления репутации жанра.
- 2018 год — Алексей Караваев (автор цикла статей «Как издавали фантастику в СССР», книг «4 истории (визуальные очерки)» и «Фантастическое путешествие „Вокруг света“») и Генри Лайон Олди (Олег Ладыженский и Дмитрий Громов), формулировка номинации — «За просвещение»